# Орлова
Орлова (чеш. Orlová, пољ. Orłowa) град је у Чешкој Републици, у оквиру чешког дела историјске покрајине Шлеске. Орлова је битан град управне јединице Моравско-Шлески крај, у оквиру којег припада округу Карвина.

## Географија
Знојмо се налази у крајње североисточном делу Чешке републике, на самој граници са Пољском (10 км јужно од града). Град је удаљен од 400 км источно од главног града Прага, а од првог већег града, Остраве, свега 15 км источно.
Орлова се налази у области Шлеске. Надморска висина града је око 500 м, па је то један од највиших већих градова у држави. Западно од града издиже се горје Тремошна.

## Историја
Подручје Орлове било је насељено још у доба праисторије. Насеље под данашњим називом први пут се у писаним документима спомиње 1223. године, али је насеље дуго времена било мало и неразвијено. Већ крајем средњег века насеље је било мешовито - ту су живели и Чеси и Пољаци и Немци и Јевреји. Орлова је тек 1922. године добило градска права.
1919. године Орлова је постао део новоосноване Чехословачке. Међутим, знатан део месног становништва су били Пољаци, који се нису лако мирили са одвојеношћу од матице. Стога је 1938. године. Орлова, заједно са остатком Заолжја, отцепљен од Чехословачке и припојено Пољској, истовремено са издвајањем Судетских области. После Другог светског рата град је поново враћен Чехословачкој. У време комунизма град је нагло индустријализован. После осамостаљења Чешке дошло је до опадања активности тешке индустрије и до проблема са преструктурирањем привреде.

## Становништво
Орлова данас има око 34.000 становника и последњих година број становника у граду лагано опада. Поред Чеха у граду живе и Пољаци, Словаци и Роми.

## Партнерски градови
- Illnau-Effretikon
- Ридултови

## Галерија
- Трг са католичком црквом
- Протестанска црква
- Споменик погинулима у Другом светском рату
- Нова гимназија